# Tombe-à-l'eau
Un tombe-à-l'eau (dunk tank en anglais) est un jeu de divertissement composé d'un réservoir d'eau, d'un siège basculant et d'une cible.

## Histoire
Le tombe-à-l'eau a été inventé aux États-Unis en 1880 sous le nom d'African Dodger, également connu sous le nom de « Hit the Nigger Baby » ou « Hit the Coon ». Initialement il s'agit d'un jeu de carnaval raciste visant à lancer des objets sur des personnes noires.

## But du jeu
Un joueur volontaire s'assoie sur le siège basculant, pendant qu'un autre joueur tente de viser la cible. Lorsqu'une balle atteint la cible, le siège bascule et la personne assise plonge dans l'eau. Pour un effet comique, les volontaires restent généralement habillés en s'asseyant sur le banc.

## Sécurité
Il est généralement recommandé de s'asseoir sur le bord du siège afin d'éviter d'éventuelles blessures au coccyx et au dos. Saisir le siège peut également entrainer des pincements aux doigts lorsque le siège bascule.
En 2016, Leslie Horton a réclamé cent cinquante mille dollars de dommages et intérêts après avoir subi des pertes de mémoire et des problèmes de concentration à la suite d'un traumatisme crânien du fait d'un choc à la tête contre une saillie non rembourrée du réservoir.

## Galerie

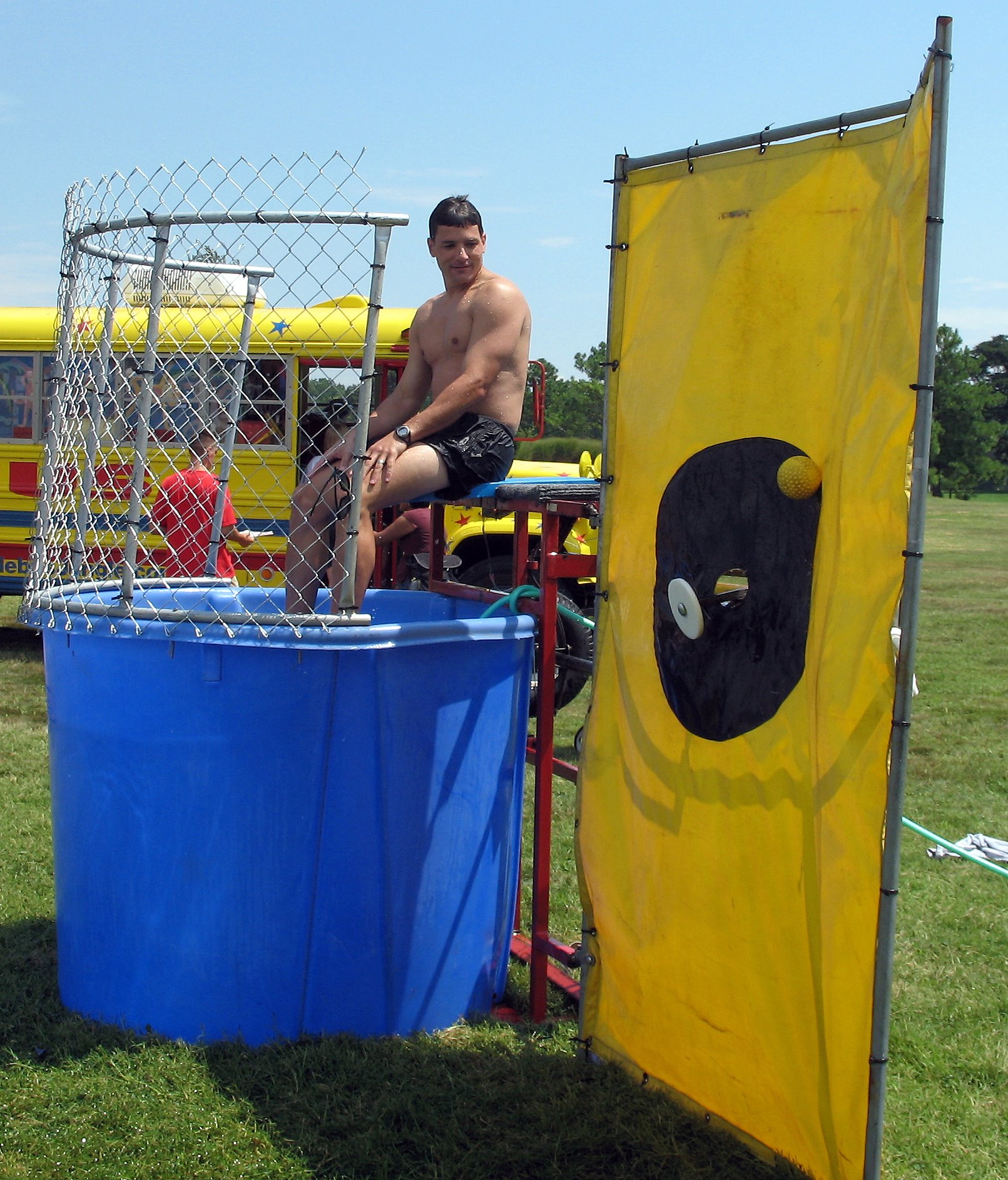
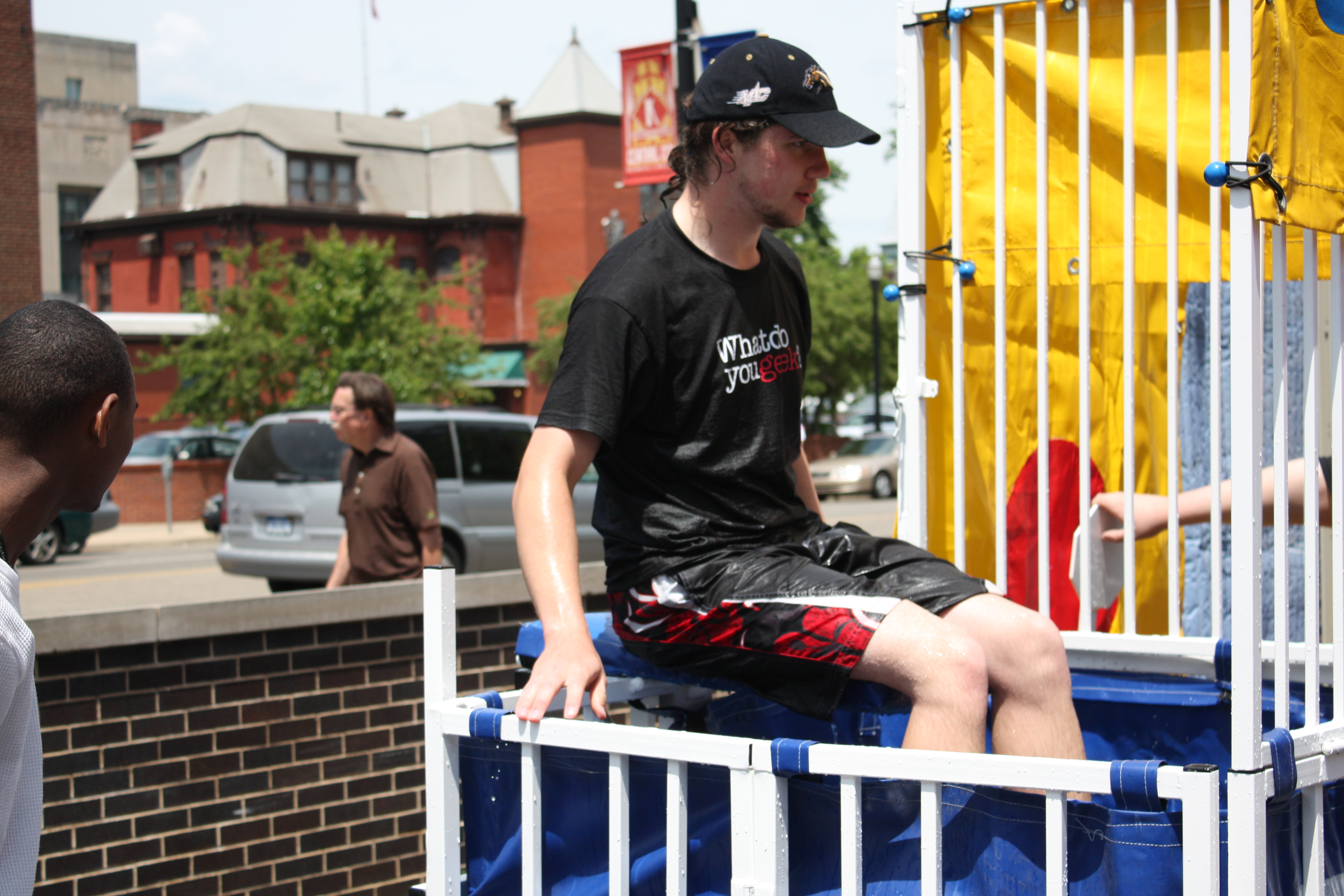
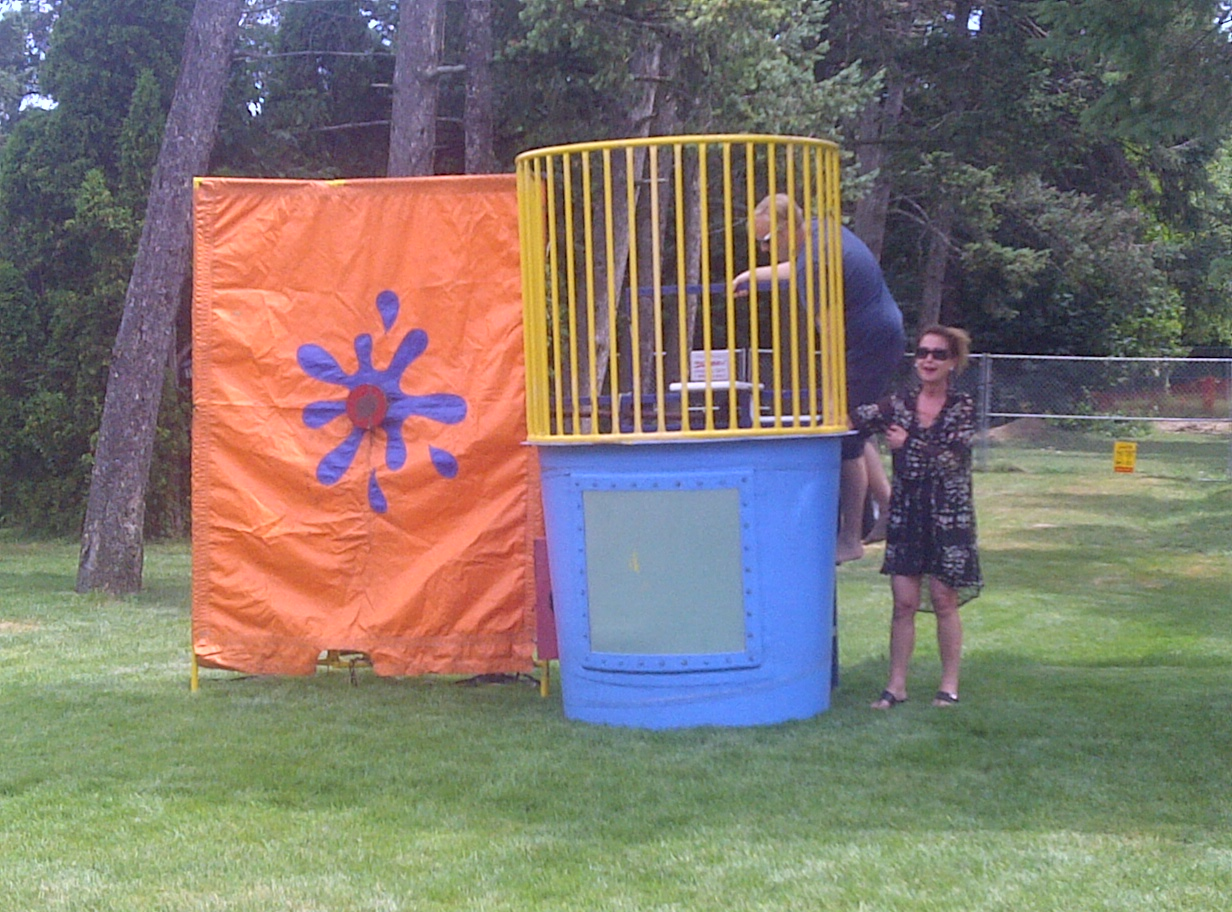